# Nicolas Devilder
Nicolas Aymeric Devilder (* 25. března 1980 Dax, Francie) je bývalý francouzský tenista. Ve své kariéře vyhrál na okruhu ATP World Tour jeden turnaj ve čtyřhře, když v září 2008 s krajanem Paulem-Henrim Mathieuem triumfovali na Bukurešť Open. Na challengerech ATP a okruhu ITF získal do května 2012 devět titulů ve dvouhře a čtyři ve čtyřhře.
Na žebříčku ATP byl ve dvouhře nejvýše klasifikován v září 2008 na 60. místě a ve čtyřhře pak v březnu 2009 na 197. místě. Trénují jej Olivier Malcor a Olivier Soules.

## Finálové účasti na turnajích ATP World Tour
| Legenda (před/od 2009)                                          |
| D – dvouhra; Č – čtyřhra                                        |
| Grand Slam (0–0)                                                |
| Tennis Masters Cup / ATP World Tour Finals (0–0)                |
| ATP Masters Series / ATP World Tour Masters 1000 (0–0)          |
| ATP International Series Gold / ATP World Tour 500 series (0–0) |
| ATP International Series / ATP World Tour 250 series (1–0 Č)    |

### Čtyřhra

#### Vítěz
| Č. | Datum         | Turnaj   | Povrch | Spoluhráč          | Finalisté                            | Výsledek            |
| -- | ------------- | -------- | ------ | ------------------ | ------------------------------------ | ------------------- |
| 1. | 13. září 2008 | Bukurešť | antuka | Paul-Henri Mathieu | Mariusz Fyrstenberg Marcin Matkowski | 7–64, 96–7, [22–20] |

## Finále na challengerech ATP a okruhu Futures
| Legenda             |
| ------------------- |
| Challengery (9–5 D) |
| Futures             |

### Dvouhra: 14 (9–5)

#### Vítěz
| Č. | Datum             | Turnaj         | Povrch | Finalista         | Výsledek         |
| -- | ----------------- | -------------- | ------ | ----------------- | ---------------- |
| 1. | 8. srpna 2005     | Pamplona       | tvrdý  | David Guez        | 6–2, 6–1         |
| 2. | 3. dubna 2006     | Monza          | antuka | Flavio Cipolla    | 6–2, 7–5         |
| 3. | 24. dubna 2006    | Bergamo        | antuka | Werner Eschauer   | 1–6, 7–5, 6–4    |
| 4. | 12. června 2006   | Košice         | antuka | Gorka Fraile      | 6–0, 6–1         |
| 5. | 31. července 2006 | Timişoara      | antuka | Pablo Santos      | 7–65, 6–2        |
| 6. | 22. října 2007    | Belo Horizonte | antuka | Marcel Granollers | 6–2, 46–7, 7–66  |
| 7. | 16. června 2008   | Braunschweig   | antuka | Sergio Roitman    | 6–4, 6–4         |
| 8. | 23. června 2008   | Constanţa      | antuka | Adrian Ungur      | 6–3, 56–7, 7–610 |
| 9. | 21. července 2008 | Poznań         | antuka | Björn Phau        | 7–5, 6–0         |

#### Finalista
| Č. | Datum            | Turnaj     | Povrch | Vítěz            | Výsledek           |
| -- | ---------------- | ---------- | ------ | ---------------- | ------------------ |
| 1. | 18. dubna 2005   | Monza      | antuka | Alessio di Mauro | 6–1, 2–6, 6–3      |
| 2. | 2. května 2005   | Ostrava    | antuka | Lukáš Dlouhý     | 6–4, 7–64          |
| 3. | 18. září 2006    | Banja Luka | antuka | Marco Mirnegg    | 6–2, 6–4           |
| 4. | 1. července 2008 | Lugano     | antuka | Luis Horna       | 7–61, 6–1          |
| 5. | 3. března 2012   | Casablanca | antuka | Aljaž Bedene     | 7–6(8–6), 7–6(7–4) |